# Мултимедия
Мултимедията (на английски: multimedia) е средство или начин за съчетаване на звук, изображение, анимация, видео и други типове медия, целящо осигуряване на среда за обучение, отдих, развлечение и творчество. Тя представлява съдържание или данни, които се представят едновременно в различни форми: звук, анимирана компютърна графика, видео. Например, един обект може да съдържа, освен текст, графична, аудио- и видео-информация, както и евентуално начин за взаимодействие с нея. Това се постига чрез използване на определен набор от хардуер и софтуер.
Терминът мултимедия също често се използва за обозначаване на носители за съхранение, които позволяват да се съхраняват големи количества данни и осигуряват достатъчно бърз достъп до тях (първите носители от този тип са компактдискове). В такъв случай терминът „мултимедия“ означава, че компютърът може да използва такъв носител и да предоставя информация на потребителя чрез всички възможни видове данни, като аудио, видео, анимация, изображения и други, в допълнение към традиционните методи за предоставяне на информация като текст.

## Етимология
Думата на английски: multimedia; от multi- (много; повече) + media (средства, начини).

## В информатиката
Система, при която взаимодействието между изчислителната техника и видеото са свързани с компютърна програма, управляваща образа на екрана.

## Интерактивна мултимедия
Интерактивна мултимедия се нарича всеки софтуерен продукт, в който по подходящ начин се обединяват аудио-видео технологии, текст и анимация, с цел да мотивират потребителите и да привлекат тяхното внимание.
В най-общ смисъл, интерактивната мултимедия представлява всяка електронна система, която осигурява възможност на потребителя да контролира, комбинира и манипулира различни видове медия, като например текст, звук, видео, компютърна графика и анимация. Такива електронни системи са компютрите, телефоните, телевизорите, както и други информационни и комуникационни електронни системи. Някои от основните сфери на приложение на интерактивната мултимедия са в програми за практическо обучение (например за симулация на полети), видео игри, електронни енциклопедии, електронни пътеводители, виртуална реалност. При интерактивната мултимедия ролята на потребителя се измества от тази на пасивен наблюдател към тази на активен участник.
Интерактивните елементи могат да включват: гласови команди, писане на текст, докосване на екрана, операции с мишка, джойстик или с други подобни устройства, видео и/или аудио връзка и други. Именно поради интерактивността, т.е. възможността за взаимодействие на потребителя с електронната система, интерактивната мултимедия се считат за следващото поколение електронни информационни системи.
Популяризирането на термина „интерактивна мултимедия“ става в началото на 1990-те години, когато започва да се използва за означаване на персонални компютри, притежаващи оптични лазерни устройства за запаметяване, както и устройства за възпроизвеждане на цифров звук. Най-често използваните в днешно време интерактивни мултимедии, представляват персонални компютри с устройства за възпроизвеждане на цифров звук, четене и записване на CD и/или DVD дискове и мишка (или друго устройство със сходни функции).
Интерактивната мултимедия намира приложение и в сферата на образованието, най-вече поради факта, че може да осигури на обучаемия възможността да работи във „виртуална среда“. Примери за такива среди са:
- софтуерът за музициране (композиране и обработка на музика);
- софтуерът за създаване и обработка на графични изображения;
- софтуерът за симулация на сложни системи и съоръжения, както и на тяхното управление и поддръжка;
- компютърните мултимедийни книги;
- компютърните самоучители.

При всяка от тези среди е налице интерактивна връзка между потребителя и компютъра. Предимствата на интерактивната мултимедия при изброените дейности, са очевидни. Например, при музицирането обучаемият има достъп до голям брой музикални инструменти, възможност за моментално прослушване на всяка от нотите, на музиката, композирана до момента, както и до редица други възможности, които биха били невъзможни при традиционното обучение. Що се отнася до създаването на графични изображения, то там учащият има значително по-големи възможности, отколкото при работа върху хартия. При софтуера за симулация се извършва възпроизвеждане на работата на сложни и скъпи системи и съоръжения, при управлението и поддръжката на които може да възникне опасност за живота на обучаемите и/или повреда в системата. Ясно е, че това няма как да се случи при симулация, което на първо място може да спаси не един човешки живот и на второ място – да спести значителни финансови средства. Компютърните мултимедийни книги, както и компютърните самоучители, предоставят на учащите възможност за интерактивно обучение, в което освен текстови, са включени и аудио (и видео) учебни материали. При качествен подбор на тези материали, учащите усвояват новата информация по-ефективно.
Терминът „мултимедия“ е двусмислен. Статично съдържание (като например книга на хартия), може да се счита за мултимедия, ако то съдържа както снимки, така и текст, или може да се счита за интерактивно ако потребителят взаимодейства с него чрез разгръщане на страниците на воля. Книгите могат да се считат за нелинейни, ако страниците се достъпват непоследователно. Терминът „клип“, ако не се използва изключително, за да опише фотография на действията, е двусмислен в мултимедийната терминология. Видео често се използва за описание на файловия формат, формат на доставка, или презентационен формат вместо „кадри“, които се използват, за да се разграничи фотография на действията от „Анимация“ на образи в действие.
Множество форми на информационно съдържание, често не се считат за мултимедия, ако те не съдържат съвременни форми на представяне, като например аудио или видео. Също така, единствени форми на информационно съдържание с един-единствен метод за обработка на информацията (например не-интерактивен аудио) често се наричат мултимедия, може би, за да се направи разграничение между статичните медии от активните медии. Сценичните изкуства могат също да се считат за мултимедия, имайки предвид че изпълнители и реквизит са множествени форми на двете – съдържание и медия.

## Категории на мултимедия
Мултимедията може да бъде разделена на линейна и нелинейна. Линейната включва прогресия без възможност за навигация от потребителя като кино-представяне. Нелинейните използват интерактивен контрол.